# Dominic Chianese
Dominic Chianese (The Bronx, New York, 24 februari 1931) is een Italiaans-Amerikaans acteur en muzikant. Een van zijn bekendste rollen is zeker die van Corrado "Uncle Junior" Soprano in de HBO-televisieserie, The Sopranos, een rol die hem twee nominaties voor een Emmy Award opleverde.
Maar Chianese speelde ook mee in een aantal films, waaronder The Godfather Part II, Dog Day Afternoon, All The President's Men, Night Falls on Manhattan, Cradle Will Rock en Gotti.
In 2000 bracht hij de cd 'Hits' uit, waarop hij zowel Italiaanse als Amerikaanse liedjes zingt. Een van die liedjes was "Core 'Ngrato" en dat zong hij ook op het einde van het derde seizoen van The Sopranos.
- Gemeinsame Normdatei: 1062006488
- International Standard Name Identifier: 0000 0000 4229 8272
- Library of Congress Control Number: no2001080697
- MusicBrainz: 68f05cb4-5967-4244-8104-ed1fb2502b34
- Nationale Bibliotheek van Israël: 987007441253605171
- SNAC: w6z44vxv
- Système universitaire de documentation: 161924255
- Virtual International Authority File: 75973067
- WorldCat: E39PBJdGKRmVCCfBdtmGy8H9jC